# Cuviera semseii
Cuviera semseii är en måreväxtart som beskrevs av Bernard Verdcourt. Cuviera semseii ingår i släktet Cuviera och familjen måreväxter. Inga underarter finns listade i Catalogue of Life.